# 护国广慈寺
护国广慈寺，俗称南塔广慈寺，位于中国辽宁省沈阳市沈河区南塔公园内，原是一座藏传佛教格鲁派寺院。现寺院已无存，仅存南塔。

## 历史
护国广慈寺于清朝崇德八年（1643年）始建。该寺是当时盛京城东、西、南、北四塔四寺之一。寺内碑文记载：“盛京四面各建庄严宝寺，每寺大佛一尊，左右佛二尊，菩萨八尊，天王四位，浮图一座，东为慧灯朗照，名曰永光寺；南为普安众庶，名曰广慈寺；西为虔祝圣寿，名曰延寿寺；北为流通正法，名曰法轮寺。”当时这四塔高度统一为33米，每座塔的占地面积均为225平方米。
清朝乾隆帝为四寺题写了匾额，悬挂在四寺的大殿上。其中，永光寺为“慈育群灵”，延寿寺为“金粟祥光”，广慈寺为“心宏彼岸”，法轮寺为“金镜周圆”。
广慈寺的寺院早已无存，仅存寺内的南塔。1986年修复南塔后，周边辟为南塔公园。南塔公园位于沈阳市沈河区南塔街与文翠路交汇处的东北角。南塔塔院位于南塔公园西北。现在寺院已无存，仅在南塔公园里留有一通石碑。南塔距离道教的蓬瀛宫很近。
2005年底，中共沈阳市委、沈阳市人民政府决定将“四塔”移交给宗教界管理。四塔中，北塔法轮寺于2003年经辽宁省宗教局批准恢复为对外开放的藏传佛教活动场所；其余三塔及寺则一直由市、区文物部门或城管部门管理。
1985年3月15日，“南塔”公布为沈阳市文物保护单位。2003年3月20日，辽宁省人民政府公布南塔为辽宁省文物保护单位，属于“沈阳东、南、北塔（含法轮寺）”，并在南塔前立有写着“沈阳南塔”的文物保护单位牌。

## 建筑
如今，护国广慈寺仅存南塔及塔院。塔院四周有围墙围绕南塔，塔院门口悬挂着“护国广慈寺”的匾额。塔院院门内便是南塔。